# Raiarctus variabilis
Raiarctus variabilis är en djurart som tillhör fylumet trögkrypare, och som beskrevs av D'Addabbo Gallo, Grimaldi de Zio och Morone De Lucia 1986. Raiarctus variabilis ingår i släktet Raiarctus och familjen Halechiniscidae. Inga underarter finns listade i Catalogue of Life.